# Селиба (Смоленская область)
Селиба — деревня в Смоленской области России, в Ельнинском районе.
Население — 55 жителей (2007 год) Расположена в юго-восточной части области к югу от города Ельня, в 500 м южнее автодороги Р96 Новоалександровский (А101) - Спас-Деменск — Ельня — Починок, в 1 км к западу от автодороги Р137 Сафоново — Рославль. Входит в состав Леонидовского сельского поселения.

## История
В годы Великой Отечественной войны деревня была местом ожесточённых боёв и дважды была оккупирована гитлеровскими войсками. 1-й раз в июле 1941 года (освобождена в ходе Ельнинской операции), 2-й раз в октябре 1941 года (освобождена в ходе Ельнинско-Дорогобужской операции в 1943 году)..